# Мазаме-Нор-Эст
Мазаме́-Нор-Эст (фр. Mazamet-Nord-Est) — упразднённый кантон во Франции, находился в регионе Юг-Пиренеи, департамент Тарн. Входил в состав округа Кастр.
Код INSEE кантона — 8119. Всего в состав кантона Мазаме-Нор-Эст входили 7 коммун, из них главной коммуной являлась Мазаме.
Кантон был упразднён в марте 2015 года.

## Население
Население кантона на 2009 год составляло 6130 человек.
| 1962 | 1968 | 1975 | 1982 | 1990 | 1999 | 2009 |
| ---- | ---- | ---- | ---- | ---- | ---- | ---- |
| —    | 4838 | 4991 | 5351 | 5681 | 5779 | 6130 |

## Коммуны кантона
| Коммуна                | Население, чел. (2010) | Код INSEE | Почтовый индекс |
| ---------------------- | ---------------------- | --------- | --------------- |
| Буасезон               | 389                    | 81034     | 81490           |
| Ле-Вентру              | 85                     | 81321     | 81240           |
| Ле-Рьяле               | 52                     | 81223     | 81240           |
| Мазаме                 | 9995                   | 81163     | 81200           |
| Перен-Огмонтель        | 2188                   | 81204     | 81660           |
| Пон-де-Ларн            | 2874                   | 81209     | 81660           |
| Сен-Сальви-де-ла-Бальм | 556                    | 81269     | 81490           |